# Ofensiva de Viena
Se conoce con el nombre de Ofensiva de Viena a la operación militar que, a finales de la Segunda Guerra Mundial, llevó a cabo el Ejército Rojo contra la Wehrmacht alemana en Viena y sus alrededores desde el día 3 al 23 de abril de 1945. Dentro de la ciudad, la batalla duró desde el 6 hasta el 13 de abril.

## Antecedentes
Después de la caída de Budapest y del fracaso de la ofensiva alemana del lago Balatón, el 29 de marzo de 1945, a las 11:05 a. m., las tropas soviéticas del Tercer Frente Ucraniano cruzaron la antigua frontera alemana por Klostermarienberg, en el distrito de Oberpullendorf (Burgenland) y, a continuación, se dirigieron al norte. En esta parte fronteriza del llamado muro sureste, las líneas defensivas alemanas A y B se desmoronaron en un tiempo relativamente breve.
El 4.º Ejército de la Guardia avanzó hacia Eisenstadt mientras que los Ejércitos Acorazados 6.º y 9.º, en su camino a Viena, se dirigieron a Wiener Neustadt y Baden, respectivamente. Solo estos ejércitos sumaban alrededor de 400 000 hombres, 400 carros de combate y unos 7000 cañones de asalto, lanzagranadas y lanzacohetes. Hay indicios claros de que Stalin favoreció al mariscal Fiódor Tolbujin como previsible "vencedor de Viena'" frente a Rodión Malinovski, también mariscal de la Unión Soviética y más capaz comandante del Segundo Frente Ucraniano, ya que consideraba a este último como un potencial competidor político especialmente poderoso. Entre el 6 y el 11 de abril, el 46.º Ejército del 2.º Frente Ucraniano procedente de Eslovaquia cruzó el río Morava y, siguiendo órdenes de Stalin, avanzaron lentamente hacia el oeste, llegando a la zona oriental de Korneuburg el 13 de abril. Los distritos vieneses situados en la margen izquierda del Danubio (hoy en día Floridsdorf y Donaustadt) sufrieron también la retirada de las tropas SS hacia Viena.
La Wehrmacht y las Waffen-SS combatieron con lo que quedaba del 6.º Ejército Acorazado SS del Grupo de Ejércitos Sur que se retiró de Budapest, cuyos restos materiales consistían tan solo en 52 carros de combate y cañones de asalto intactos, de los cuales 28 fueron estacionados en Viena y los demás en la zona conocida como los Bosques de Viena. A pesar de que el 6 de abril llegaron los refuerzos de la especialmente fanatizada y combativa Führer-Grenadier-Division, 
las fuerzas alemanas sumaban apenas 20 000 soldados en Viena y 8000 en los bosques circundantes.

## Desarrollo de las operaciones

### Movimiento de pinza

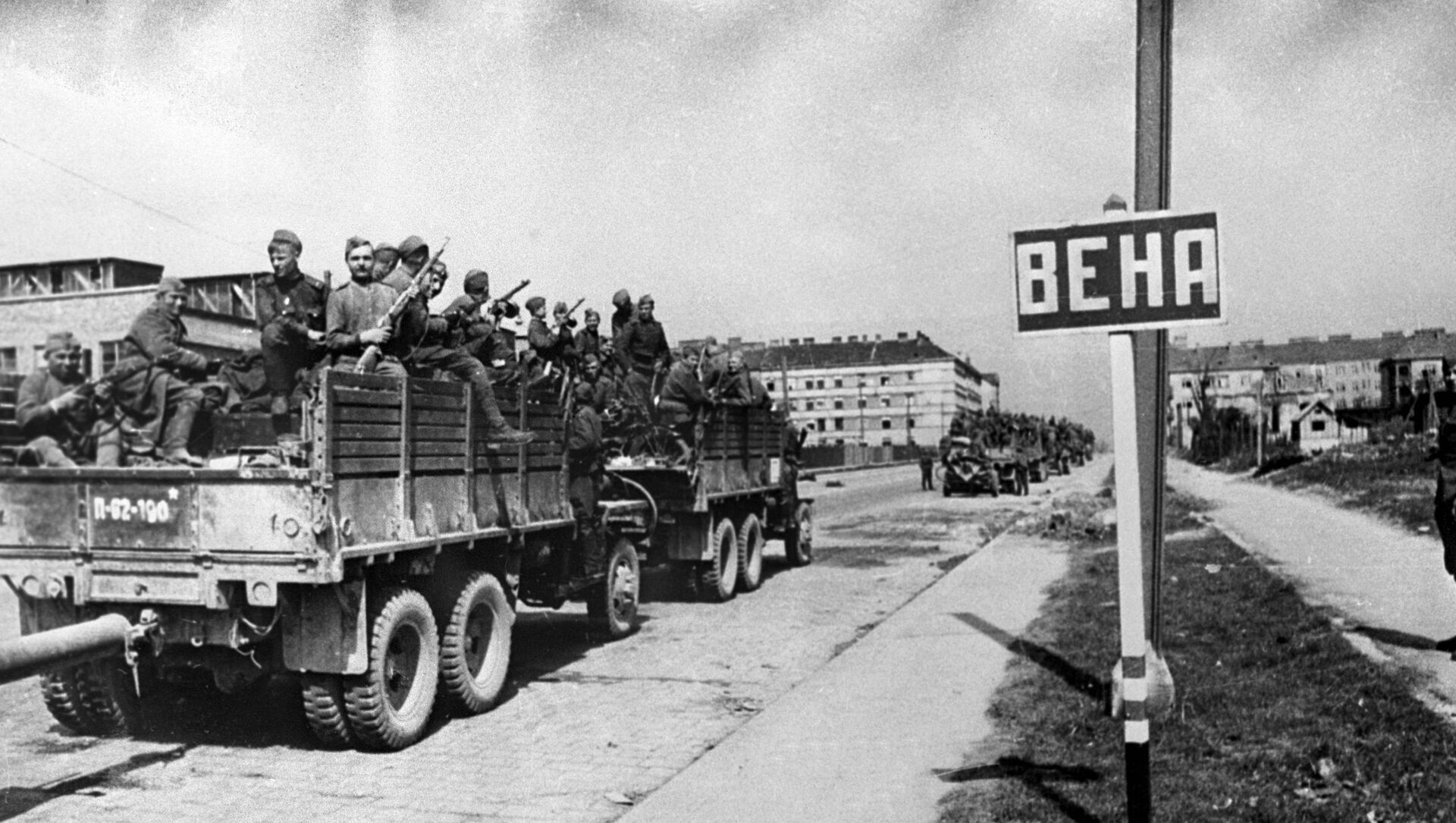
Soldados soviéticos entrando en la ciudad de Viena, como indica el letrero provisional en cirílico

El 3 de abril los soviéticos llegaron a Baden bei Wien, ciudad de la Baja Austria. Desde allí, las tropas se dirigieron no solo hacia al sur y noreste de Viena, sino también hacia el oeste para completar el cerco. El 6.º Ejército Acorazado SS y el 9.º Cuerpo Mecanizado de la Guardia se encontraron el 4 de abril en el Helenental en dirección hacia Heiligenkreuz y Alland, mientras que otra cuña formada por el 4.º y el 9.º Ejército de la Guardia prosiguió con el ataque directo a Viena atravesando Pfaffstätten y llegando a un terreno ideal para los carros de combate entre Inzersdorf bei Wien y Schwechat.
Las cuatro columnas atacantes desde el sur alcanzaron las afueras de Viena el 6 de abril. La procedente del oeste, tras cruzar la Westbahnlinie (línea férrea electrificada que comunicaba Viena con el oeste del país) y seguir hacia el norte hasta la altura de Gersthof, se presentó en los distritos interiores el 7 de abril. Ese mismo día, la 2.ª División Acorazada SS procedente de Mauer, llegó por Mariahilfer Straße para reforzar a los defensores del centro. Las tropas que avanzaban por el noroeste, debido a las dificultades encontradas para atravesar los bosques de Viena, no llegaron hasta el 9 de abril a Klosterneuburg, Sievering, Grinzing y Nußdorf.

### Ataque sobre Viena
La relación de fuerzas era desfavorable para los defensores, como mínimo, en una proporción de 1:10 y la precaria situación de los suministros no permitía albergar ninguna esperanza desde el primer momento. El objetivo táctico pudo haber sido ganar tiempo para que una nueva formación procedente del frente occidental hiciera posible la retirada al Alpenfestung o fortaleza alpina, o bien la última esperanza de Hitler, nacida al abrigo de las condiciones que más adelante darían lugar a la Guerra Fría, consistente en llegar a un acuerdo con las potencias occidentales que concediese a los alemanes el estatus de aliados en una nueva guerra contra los comunistas.
El espíritu combativo, tanto de los agotados oficiales y soldados como de la población civil, estaba bajo mínimos. Las baterías antiaéreas fijas fueron transformadas en cañones antitanque, se movilizó al Volkssturm y a las Juventudes Hitlerianas y se levantaron barricadas. La sangrienta lucha en las calles comenzó el 6 de abril y en algunas áreas, especialmente en Simmering, Gürtel, Donaukanal y las zonas que controlaban el acceso a los puentes de Floridsdorf y del Imperio, se luchó casa por casa hasta el 13 de abril. El 9 de abril, los alemanes volaron los puentes ferroviarios del noroeste y del norte para impedir a los soviéticos la toma de la ciudad por esas direcciones.
También estaba prevista la voladura del puente del Imperio, pero, provisionalmente, se mantuvo sobre sus cimientos como vía de escape para una futura retirada. Hasta un total de seis veces se salvó de ser destruido. En la noche del 11 al 12 de abril, el Ejército Rojo franqueó con éxito el canal del Danubio. A partir de ahí, los distritos de Leopoldstadt y Brigittenau cayeron en poco tiempo.
La batalla por el norte del Danubio duró hasta el 18 de abril, día en el que los soviéticos se apoderaron de Saknt Pölten. La que se desarrolló sobre Alland, en los bosques de Viena, se prolongó hasta el 23 de abril. En esa fecha, el frente había cambiado y llegaba hasta la línea que une Triestingtal, Altenmarkt y Hainfeld.

### Colaboración con las tropas soviéticas
Antes de que el Ejército Rojo entrara en Viena, ya se habían producido, secretamente, contactos intensivos entre agrupaciones políticas del periodo de entreguerras cuyos líderes habían conseguido escapar con dificultad de las prisiones y los campos de concentración. La resistencia formada por comunistas, grupos conservadores cristianos e incluso un reducido número de oficiales pertenecientes al mando del Wehrkreis XVII (17.º Distrito militar) reclutados por el mayor Carl Szokoll, intentaron minimizar los daños a la ciudad cooperando con el cuartel general del mariscal Tolbujin situado en Hochwolkersdorf. Ya el 4 de abril, Karl Renner, excanciller de la Primera República austriaca que también había acudido al cuartel soviético, ofreció sus servicios a Stalin para una posible refundación de Austria cuyo "futuro, sin duda, pertenece al socialismo". Otros intentos efectuados para que Viena fuera declarada ciudad abierta fracasaron debido a la resistencia del Gobernador del Reich y Gauleiter de Viena, Baldur von Schirach.

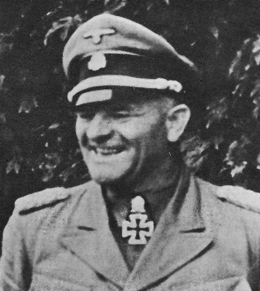
Joseph "Sepp" Dietrich

Entre los dos comandantes militares de Viena, el general de infantería Rudolf von Bünau y el Oberstgruppenführer al mando del 6.º Ejército Acorazado SS, "Sepp" Dietrich, surgió una controversia acerca de la gestión del mando en la batalla, aunque, debido a la insuficiencia de medios, ambos albergaban nulas esperanzas sobre el éxito de cualquier campaña futura. No obstante, Bünau no fue relevado de su puesto como comandante en jefe y, por tanto, fue el máximo responsable de todas las medidas adoptadas. Si fracasaba, podía contar con enfrentarse a una corte marcial. Además, a causa de la Sippenhaft decretada tras el atentado del 20 de julio de 1944, su responsabilidad penal personal se habría extendido también a sus familiares. Bajo estas circunstancias, Bünau nombró oficial de enlace, sin tener conocimiento de su actividad clandestina, al mayor Carl Szokoll, jefe del movimiento de resistencia militar. Su plan, bajo el nombre en código de Operación Radetzky, debía haber evitado la destrucción de la ciudad prevista en la Orden Nerón de Hitler y facilitado su rendición a las tropas soviéticas sin disparar un solo tiro. Finalmente, hubo traiciones, la operación fue descubierta y tres oficiales involucrados en la conspiración, el mayor Karl Biedermann, el capitán Alfred Huth y el teniente Rudolf Raschke fueron colgados públicamente de las farolas de Floridsdorfer Spitz, en el distrito del mismo nombre.
El 14 de abril se fundó el Partido Socialdemócrata de Austria (SPÖ en sus siglas en alemán), en el Ayuntamiento de Viena y el 17 de abril el Partido Popular Austriaco (ÖVP) en la Abadía benedictina de Nuestra Señora de los Escoceses. Los comunistas austriacos procedentes del ejército partisano de Tito o del exilio en Moscú regresaron y, junto a los que se quedaron en el país, reactivaron el 23 de abril el Partido Comunista de Austria (KPÖ) prohibido desde 1934. Tres antiguos líderes sindicales, el socialcristiano Lois Weinberger, el socialdemócrata Johann Böhm y el comunista Gottlieb Fiala fundaron el 15 de abril la Federación Sindical Austriaca (ÖGB), no adscrita a ningún partido político.

## Víctimas
La batalla de Viena se cobró aproximadamente 20 000 muertos y en los bosques de Viena fallecieron unas 5000 personas. De todas las víctimas, alrededor del 20 % fueron civiles. Otros hablan de 37 000 soldados muertos. Entre las víctimas civiles figuran personalidades como Emil Stepanek, director artístico de los estudios cinematográficos Rosenhügel y la actriz Lizzi Waldmüller. En agosto de 1945, el ayuntamiento de Viena publicó la cifra oficial de tan solo 5000 tumbas de soldados. Por eso puede decirse que Viena, en comparación con las batallas que se produjeron al final de la Segunda Guerra Mundial en Budapest o Varsovia, donde en cada una de ellas hubo más de 100 000 víctimas, salió relativamente bien parada.

## Museos
La batalla de Viena está ampliamente documentada en el Museo de Historia Militar de Viena y, entre otras cosas, pueden encontrarse uniformes de las Waffen-SS, del Volkssturm y armamento utilizado en los últimos días de la guerra, como los Panzerschreck y los Sturmgewehr 44.